# Jardin Alexandre-Ier
Le jardin Alexandre-Ier est un jardin public de 1,6 hectare créé en 1852 et situé au centre-ville de la commune de Toulon dans le Var.
La ville de Toulon achète le domaine à la Marine nationale en 1852. Aujourd'hui, c'est un lieu de promenade et de détente pour l'ensemble de la population locale et des alentours.

## Histoire
Vers 1850 Toulon s'agrandissant, la ville se devait d'être dotée d'un vrai jardin public, plus propice à la promenade et au repos. En 1852, la ville reprit le terrain et l’aménagea en jardin public, en créant deux larges allées bordées de platanes, et un café dans un chalet de bois.
Autrefois le jardin public était appelé “Jardin du Roy” et était occupé par des officiers d'administration de la marine, et alimentait en fleurs et en fruits les tables de Versailles. Mais le jardin fut rebaptisé sous le nom du jardin Alexandre-Ier, en hommage au roi Alexandre Ier de Yougoslavie qui visita Toulon et fut assassiné à Marseille en 1934. En 1989 un ré-aménagement du jardin permit la mise en place du kiosque à musique et la réinstallation de grilles autour du jardin.

## Attractions du jardin
Le jardin Alexandre-Ier est au centre-ville de Toulon. Le visiteur peut y découvrir un kiosque à musique, un petit bassin d'époque avec des poissons, un canal central et deux aires de jeux pour enfants.
Un vestige archéologique complète le jardin avec la porte de l'église Notre-Dame de Courtine à Six-Fours, qui fut restaurée en 1624 et transportée sur le site en 1876. La porte fut remontée pierre par pierre et complétée à l'époque par une sculpture d'Hercule. On peut voir aussi une statue représentant le sculpteur Pierre Puget, réalisée en 1891 par le sculpteur français Jean-Antoine Injalbert, un buste sculpté du poète Jean Aicard et le monument aux morts construit en 1924.

## Événements annuels
La Foire aux plants et salon du jardin se déroule au milieu du mois d'avril. Elle dure deux jours et rassemble de nombreux des exposants.
La Fête de la châtaigne a lieu durant un week-end de novembre. Le public peut y découvrir la châtaigne sous toutes ses formes : châtaigne sucrée, châtaigne salée, produits artisanaux...